# Crhov - Rozsíčka
Crhov - Rozsíčka este o arie protejată (arie specială de conservare — SAC, sit de importanță comunitară — SCI) din Republica Cehă întinsă pe o suprafață de 27,49 ha, integral pe uscat.

## Localizare
Centrul sitului Crhov - Rozsíčka este situat la coordonatele 49°32′45″N 16°27′39″E / 49.545833°N 16.460833°E.

## Înființare
Situl Crhov - Rozsíčka a fost declarat sit de importanță comunitară în aprilie 2005 pentru a proteja 1 specie de animale. Situl a fost protejat și ca arie specială de conservare în aprilie 2017.

## Biodiversitate
Situată în ecoregiunea continentală, aria protejată nu include niciun habitat protejat.
La baza desemnării sitului se află o specie protejată de  nevertebrate: Euplagia quadripunctaria.